# Torneo Sudamericano de Clubes de Futsal 2010-2011
Il Torneo Sudamericano de Clubes de Futsal 2010-2011 è l'11ª edizione del torneo continentale riservato ai club di calcio a 5 vincitori nella precedente stagione del massimo campionato delle federazioni affiliate alla CONMEBOL. La competizione si è giocata dal 20 settembre 2010 al 24 settembre 2011.

## Squadre partecipanti
Tutte le nazioni schierano due squadre, per un totale di 16 squadre.

### Lista
I club sono stati ordinati in ordine alfabetico della federazione.

| Rank | Squadra           | Zona |
| ---- | ----------------- | ---- |
| 1    | CRE               | Nord |
| 2    | Químico           | Nord |
| 3    | Walter            | Nord |
| 4    | Cantonal          | Nord |
| 5/H  | JAP               | Nord |
| 6    | Grasshoppers      | Nord |
| 7    | La Riviera Vargas | Nord |
| 8    | Océano            | Nord |
| 9    | Boca Juniors      | Sud  |
| 10   | Kimberley         | Sud  |
| 11   | Carlos Barbosa    | Sud  |
| 12   | Umuarama          | Sud  |
| 13/H | Humaitá           | Sud  |
| 14   | Paranaense        | Sud  |
| 15   | Nacional          | Sud  |
| 16   | Old Christians    | Sud  |

Note
- (TH) Squadra campione in carica
- (H) – Squadra ospitante

### Formula
Le 16 squadre si affrontano in due tornei separati. Le vincitrici accedono alla finale.

## Fase a gironi

### Zona Nord

#### Gruppo A
| Squadra           | P.ti | G | V | N | P | GF | GS | DR |
| ----------------- | ---- | - | - | - | - | -- | -- | -- |
| Cantonal          | 6    | 3 | 2 | 0 | 1 | 19 | 11 | +8 |
| La Riviera Vargas | 4    | 3 | 1 | 1 | 1 | 12 | 14 | -2 |
| CRE               | 4    | 3 | 1 | 1 | 1 | 10 | 12 | -2 |
| Grasshoppers      | 3    | 3 | 1 | 0 | 2 | 8  | 12 | -4 |

#### Gruppo B
| Squadra | P.ti | G | V | N | P | GF | GS | DR  |
| ------- | ---- | - | - | - | - | -- | -- | --- |
| Químico | 9    | 3 | 3 | 0 | 0 | 13 | 3  | +10 |
| Océano  | 4    | 3 | 1 | 1 | 1 | 11 | 5  | +5  |
| JAP     | 4    | 3 | 1 | 1 | 1 | 7  | 8  | -1  |
| Walter  | 0    | 3 | 0 | 0 | 3 | 3  | 18 | -15 |

### Zona Sud

#### Gruppo A
| Squadra        | P.ti | G | V | N | P | GF | GS | DR  |
| -------------- | ---- | - | - | - | - | -- | -- | --- |
| Umuarama       | 9    | 3 | 3 | 0 | 0 | 13 | 2  | +11 |
| Boca Juniors   | 4    | 3 | 1 | 1 | 1 | 5  | 4  | +1  |
| Humaitá        | 4    | 3 | 1 | 1 | 1 | 8  | 12 | -4  |
| Old Christians | 0    | 3 | 0 | 0 | 3 | 6  | 14 | -8  |

#### Gruppo B
| Squadra        | P.ti | G | V | N | P | GF | GS | DR  |
| -------------- | ---- | - | - | - | - | -- | -- | --- |
| Carlos Barbosa | 9    | 3 | 3 | 0 | 0 | 11 | 1  | +10 |
| Paranaense     | 4    | 3 | 1 | 1 | 1 | 8  | 9  | -1  |
| Nacional       | 3    | 3 | 1 | 0 | 2 | 4  | 7  | -3  |
| Kimberley      | 1    | 3 | 0 | 1 | 2 | 3  | 9  | -6  |

## Fase a eliminazione diretta

### Tabellone

#### Zona Nord
|  | Semifinali        | Semifinali        | Semifinali              |                         |        | Finale          | Finale          | Finale          |  |
|  |                   |                   |                         |                         |        |                 |                 |                 |  |
|  | Cantonal          | Cantonal          | 1                       |                         |        |                 |                 |                 |  |
|  | Cantonal          | Cantonal          | 1                       |                         |        |                 |                 |                 |  |
|  | Océano            | Océano            | 3                       |                         |        |                 |                 |                 |  |
|  | Océano            | Océano            | 3                       |                         | Océano | Océano          | 2 (3)           |                 |  |
|  |                   |                   |                         |                         | Océano | Océano          | 2 (3)           |                 |  |
|  |                   |                   | La Riviera Vargas (dcr) | La Riviera Vargas (dcr) | 2 (4)  |                 |                 |                 |  |
|  | Químico           | Químico           | La Riviera Vargas (dcr) | La Riviera Vargas (dcr) | 2 (4)  | 2               |                 |                 |  |
|  | Químico           | Químico           |                         |                         |        | 2               |                 |                 |  |
|  | La Riviera Vargas | La Riviera Vargas | 8                       |                         |        | Finale 3º posto | Finale 3º posto | Finale 3º posto |  |
|  | La Riviera Vargas | La Riviera Vargas | 8                       |                         |        |                 |                 |                 |  |
|  |                   |                   |                         |                         |        |                 |                 |                 |  |
|  |                   |                   |                         |                         |        | Cantonal        | Cantonal        | 9               |  |
|  |                   |                   |                         |                         |        | Cantonal        | Cantonal        | 9               |  |
|  |                   |                   |                         |                         |        | Químico         | Químico         | 3               |  |

#### Zona Sud
|  | Semifinali     | Semifinali     | Semifinali     |                |            | Finale          | Finale          | Finale          |  |
|  |                |                |                |                |            |                 |                 |                 |  |
|  | Umuarama       | Umuarama       | 1              |                |            |                 |                 |                 |  |
|  | Umuarama       | Umuarama       | 1              |                |            |                 |                 |                 |  |
|  | Paranaense     | Paranaense     | 4              |                |            |                 |                 |                 |  |
|  | Paranaense     | Paranaense     | 4              |                | Paranaense | Paranaense      | 1               |                 |  |
|  |                |                |                |                | Paranaense | Paranaense      | 1               |                 |  |
|  |                |                | Carlos Barbosa | Carlos Barbosa | 4          |                 |                 |                 |  |
|  | Carlos Barbosa | Carlos Barbosa | Carlos Barbosa | Carlos Barbosa | 4          | 3               |                 |                 |  |
|  | Carlos Barbosa | Carlos Barbosa |                |                |            | 3               |                 |                 |  |
|  | Boca Juniors   | Boca Juniors   | 0              |                |            | Finale 3º posto | Finale 3º posto | Finale 3º posto |  |
|  | Boca Juniors   | Boca Juniors   | 0              |                |            |                 |                 |                 |  |
|  |                |                |                |                |            |                 |                 |                 |  |
|  |                |                |                |                |            | Umuarama        | Umuarama        | 1               |  |
|  |                |                |                |                |            | Umuarama        | Umuarama        | 1               |  |
|  |                |                |                |                |            | Boca Juniors    | Boca Juniors    | 0               |  |

### Finale
| Squadra 1         | Totale | Squadra 2      | Andata | Ritorno |
| ----------------- | ------ | -------------- | ------ | ------- |
| La Riviera Vargas | 1 - 16 | Carlos Barbosa | 1 - 8  | 0 - 8   |